# Al-Luhayya
Al-Luhayya (àrab: اللحية, al-Luḥayya, literalment ‘la Petita Barba’) és un port de la costa del Iemen a la mar Roja, prop de la frontera nord, a 25 km al nord de Kamaran i a 110 km al nord d'al-Hudayda. El port és poc fondo i en marinada baixa ni els vaixells més petits poder arribar a port si van carregats i han d'aturar-se a uns 5 km al sud-oest en una rada entre el continent i l'illa d'al-Urmak. La població el 1970 era d'uns cinc mil habitants. Actualment és només un port per vaixells de pesca (sunbuk) amb una població d'uns deu mil habitants. El port de la ciutat d'al-Hudayda molt millor i ara modernitzat amb el nom de Port Ahmadi, s'emporta tot el tràfic.

## Història
Es creu que fou la Μαμάλα Χὡμη esmentada per Ptolemeu i podria ser la Sambrachate o Leupas de Plini el Vell, però cap d'aquestes suposicions s'ha establert amb certesa.
A la primera meitat del segle xv estava en mans dels rassúlides igual que altres ports com al-Hudayda, illa de Kamaran, Mokha i Zabid, i després van passar als tahírides del Iemen, però ja l'havien perdut el 1513, quanAlfonso de Albuquerque va estar a la mar Roja i va visitar el port que els portuguesos anomenen Luya; llavors pertanyia a l'imam de Sanaa al que pagava tribut.

### Govern mameluc
El darrer emir tahírida Amir ibn Abd al-Wahhab fou derrotat per soldats amb armats de foc manats per Salman al-Rumi i Husayn Turki enviats pel sultà mameluc del Caire Qànsawh al-Ghawrí. Fakih Abu Bakr ibn al-Makbul al-Zaylaí (per la seva nisba era de Zaila) amb el suport egipci, va llegir la khutba a al-Luhayya en nom del sultà del Caire. Els egipcis van damnar el port d'al-Hudayda. Després al-Zaylaí els va obrir la ruta cap a l'interior i amb cent homes amb armes de foc (que per primera vegada s'utilitzaven al Iemen) va marxar contra Mawr Abu Makhrama i Yahya ibn al-Husayn.

### Govern otomà
El 1517 els otomans van conquerir Egipte i a les viles costaneres de la mar Roja els soldats egipcis i les autoritats locals van reconèixer tot seguit la nova sobirania. Segons l'obra al-Tarikh al-Shibri els portuguesos van atacar sense èxit Jeddah aquest any 1517 i llavors van baixar cap al Iemen perseguits per Salman al-Rumi o un dels seus homes, que es va apoderar d'un vaixell de vela portuguès del tipus bergantí, prop d'al-Luhayya. João de Barros confirma aquests fets i els situa en l'expedició portuguesa de Lopo Soares de Albergaria a la mar Roja.
El 1635 l'imam de Sanaa, al-Mansur billah al-Kasim ibn Muhammad, va expulsar els otomans i va recuperar les seves antigues possessions entre les quals al-Luhayya. A la meitat del segle el port era freqüentat per banians (o banyans) que feien el comerç entre Mokha (on estaven establerts) i Massawa. Se sap que l'imam al-Mutawakkil (1664-1676) va enviar un ambaixador anomenat Ahmad ibn al-Haymi al rei d'Etiòpia, Fasilades (1632-1667) i a la seva tornada l'ambaixador va desembarcar a al-Luhayya.
L'explorador Carsten Niebuhr (1733 – 1815) va estar a al-Luhayya entre el 29 de desembre de 1762 i el 20 de febrer de 1763, sent ben rebut per l'emir Farham, que era governador (dola) per compte de l'imam de Sanaa. Se li va explicar que la ciutat no tenia més de 300 anys i que s'havia fundat amb relació a un sant local al mateix temps que es fundava Mokha i Bayt al-Fakih; aquest sant al que s'atribuïa la fundació de les tres ciutats era el xeic Salei (Salih) a l'entorn d'una cèl·lula del qual i després de la tomba, s'havia iniciat el poblament. Els seus descendents encara eren reverenciats localment. La ciutat no tenia muralles però pel costat de terra tenia 12 torres defensives amb canons, i amb entrades que requerien una escala, però de poc valor per una defensa eficaç; la ciutat fou atacada i incendiada per les tribus Hashid i Bakil que van passar fàcilment entre les torres i els habitants van fugir a l'illa d'al-Urmak fins que es van retirar; l'aigua era salobrenca i la bona s'havia de portar de lluny; a la ciutat vivien uns 40 banians; l'economia local era la pesca i el comerç; el cafè era de mala qualitat però tenia sortida perquè el seu transport a Jeddah era més barat que el de Mokha o de Bayt al-Fakih; es produïa cal cremant coral a l'aire lliure, i a la rodalia es trobava sal gemma. Encara que Niebuhr la qualifica de pobre, havia de pagar 2000 thalers cada mes a l'imam de Sanaa i durant el mawsim (els mesos d'abril a juny quan venien els vaixells de l'Índia), tres mil, és a dir que pagava més que al-Hudayda.
Sobtadament en el segle xviii, el poder dels imans va declinar i diverses regions es van fer independents. Els xerifs d'Abu Arish van augmentar el seu poder. El 1730 les terres entre al-Luhayya i Mokha estaven en poder de l'imam, que ja havia perdut doncs una part de les seves anteriors possessions; el 1790 al-Luhayya havia passat als xerifs d'Abu Arish que dominaven tota la costa entre al-Qunfudha i Bayt al-Fakih, incloent al-Luhayya. En aquesta època l'impost mensual de la ciutat fou avaluat per l'anglès Bury en 600 lliures.
A l'inici del segle xix el xerif d'Abu Arish, Hamud Abu Mismar, va haver de fer submissió als wahhabites. Saud II va enviar com a governador de la Tihama a Abd al-Wahhab Abu Nukta. però el 1809 el xerif es va revoltar i va enviar els impostos de les viles de la costa a l'imam de Sanaa, Ahmad ibn Mansur Ali. Els wahhabites van enviar un exèrcit per mar a Djayzan (moderna Jizan); des d'aquí aquestes forces van marxar al sud i pel camí van saquejar i destruir al-Luhayya i al-Hudayda. Els wahhabites van negociar l'aprofitament del port d'al-Luhayya amb la Companyia Britànica de les Índies Orientals, a la que van oferir l'obertura d'una factoria. El 1825 quan el va visitar Ehrenberg, estava bloquejat per un vaixell persa que volia forçar al governador (dola) Fath Allah, nomenat per l'imam, a pagar un deute. En aquest temps Abu Mismar s'havia hagut de sotmetre altre cop als wahhabites i la població estava deserta, però el xerif es va aliar a Muhammad Ali d'Egipte, i li va reconèixer l'autoritat sobre la Tihama. El virrei egipci va entregar el territori a l'imam de Sanaa a canvi de 20.000 bahars de cafè.
El 1832 l'albanès Mehmed Agha Türkçe Bilmez, revoltat a Jeddah contra Muhammad Ali, va rebre en recompensa del govern otomà, el govern de l'Hedjaz. El nou governador va ocupar diverses poblacions de la costa. Husayn Efendi de Belgrad era governador a al-Luhayya quan va visitar la població el botànic francès Botta (1836). N obstant el 1837 tota la costa oriental de la mar Roja estava sota control egipci. Després del 1837 quan els britànics van ocupar Aden, van començar a pressionar a Muhammad Ali per evacuar Aràbia, cosa que finalment van fer el 1840 i el territori va quedar en mans del xerif Husayn d'Abu Arish que el 1842 va reconèixer la sobirania otomana i fou nomenat paixà governador del litoral. El 1844 l'imam Mansur Ali va intentar recuperar el territori, però no ho va aconseguir i el 1848 fou deposat; el seu successor va aconseguir ocupar diverses ciutats a la costa i va empresonar al xerif Husayn però aquest es va poder escapar i va restablir la seva autoritat sobre la Tihama.
El 1849 tropes otomanes manades per Tewfik Pasha van ocupar el Iemen i a la seva mort poc després, Abd Allah ibn Muhammad Awn de la Meca fou nomenat governador de la Tihama. Els imams zaidites van mantenir la seva oposició a la conquesta otomana, i de fet també els xerifs d'Abu Arish, els xeics locals de les tribus i fins i tot de vegades els xerifs de la Meca. Abu Arish fou sotmesa pels idríssides de Sabya però aquests també es van oposar als otomans els quals es van haver de retirar de diverses poblacions del Iemen on havien establert guarnicions.
L'obertura del canal de Suez el 1869 va permetre als otomans enviar forces al Iemen amb rapidesa i el 1872 van sotmetre l'Emirat d'Asir establint la seu del seu govern al Iemen a la mateixa Sanà. El wilayat del Iemen fou dividit en quatre sandjaks governats per mutassarifs: Markaz, Asir, Taizz i al-Hudayda.
El 1882 Muhammad ibn Aid dels ayídides de la tribu dels Banu Mughayd, que havia rebut de Faysal ibn Saud el govern de les tribus de l'Emirat de l'Alt Asir, va tallar les comunicacions dels turcs d'Abha amb la costa, i llavors els Banu Marwan que vivien entre al-Maydi i Harad, van atacar al-Luhayya. Només les viles de la costa romanien en mans dels otomans en mig d'un territori en estat de revolta permanent a l'Asir i Hedjaz. Els otomans feien incursions a l'interior, des d'aquestes bases, però no podien dominar el país. El 1899 la mateixa guarnició d'al-Luhayya fou atacada per les tribus i després els soldats turcs que vigilaven la construcció del telègraf entre al-Luhayya i al-Maydi foren també atacats. Al-Maydi, al nord d'al-Luhayya, fou ocupada per nòmades fidels a l'imam i va esdevenir el centre del tràfic d'armes.
El 1906 les tropes otomanes foren retirades d'al-Luhayya i d'al-Maydi però el mateix any, sota la direcció del Boni Paixà, xeic proturc de la tribu dels Banu Kays (que vivia a l'est d'al-Luhayya), van tornar a al-Luhayya i es van dirigir a Hadjdja. Poc després soldats turcs de la guarnició d'al-Luhayya, junt amb altres de Djayzan, Zabid i al-Mokha es van dirigir a al-Hudayda reclamant reclamant el seu pagament i la llicència que els pertocava (alguns havien estat set anys en servei al Iemen i només havien cobrat menys d'un any). Boni Paixà va cobrar certs tributs il·legals a les tribus de l'est d'al-Luhayya i aquestes van demanar l'ajut de Sayyid Muhammad ibn Ali de Sabya, que hi va anar i va ocupar el port; però els turc aviat van recuperar al-Luhayya amb dues canoneres que van arribar transportant nou batallons des d'Istanbul, i es van establir a aquesta ciutat i a al-Hudayda. Rifat Paixà va utilitzar al-Luhayya com a base pels atacs contra els Idríssides del Iemen.
El 1911 el caimacan d'al-Luhayya va marxar amb 200 homes contra la gent d'al-Zuhra que havia capturat una caravana amb 80 camells, però fou derrotat i va quedar assetjat a la mateixa al-Zuhra. El mateix any els Bani Abs es van apoderar dels pous a la rodalia d'al-Luhayya però com que estaven poc organitzats, Hamid Bey va venir de Karaman i els va recuperar; però al cap de poc va patir un seriós contratemps a al-Luhayya mateix: els turcs havien preparat una expedició contra Sayyid Muhammad ibn Ali de Sabya en la qual participaven 2500 homes, però la seva sortida va ser cancel·lada per l'inici de la guerra italo-turca a Líbia. El 1912 la marina italiana va bombardejar al-Luhayya i va bloquejar la costa en una extensió de fins a 15 km al nord del port. Sis mil partidaris de l'idríssida de Sabya van fer moviment cap a al-Luhayya i aquest va agafar el control de tot el territori entre al-Qunfudha i al-Luhayya, si bé no va poder ocupar aquesta ciutat.
En esclatar la I Guerra Mundial el 1914 els otomans van pactar una treva amb Sayyid Muhammad ibn Ali de Sabya i amb l'imam Yahya de Sanaa, i les tropes otomanes van ser retirades excepte les guarnicions de les ciutats principals. El maig de 1915 Sayyid Muhammad ibn Ali signava un tractat amb el resident britànic a Aden i llavors va envair la Tihama septentrional, però no va poder ocupar al-Luhayya perquè els turcs disposaven d'artilleria. Els turcs van evacuar finalment el Iemen després de la seva derrota a la guerra el 1918.

### Govern iemenita
El 1920 Sayyid Muhammad ibn Ali va signar un tractat d'aliança amb Ibn Saud (29 d'octubre). El 1921, després de la no ratificació del tractat de Sevres per Turquia, els aliats li van reconèixer la possessió del port d'al-Hudayda i, per tant, al-Luhayya més al nord). Va morir el 20 de març de 1923 i el va succeir el seu fill Sayyid Ali (II) ibn Muhammad al-Idrisi al-Hasani de 18 anys. Al negar-se el nou emir a convocar el consell dinàstic, el seu oncle Sayyid Mustafa Idris es va revoltar (1924) a al-Hudayda (de la que depenia al-Luhayya) però fou derrotat i va haver de fugir a Egipte. Ali va deixar llavors el poder en mans dels seus oncles materns, negres sudanesos, que eren analfabets, i entre els quals fou nomenat governador d'al-Hudayda (amb al-Luhayya) Abdul Muttalim, avariciós i cruel, cosa que va provocar el descontentament general. Les tribus de la zona es van aliar a l'imam zaydita del Iemen, que va enviar al general Abdallah Al Wazir, el qual va conquerir la ciutat d'al-Hudayda l'abril de 1925, i també la regió al nord amb al-Luhayya i al-Maydi (Medi). Buscant l'abdicació d'Ali, el gran xeic sanusita Djemal Baja, que gaudia d'un gran prestigi, es va traslladar a Sabya (febrer del 1926). Ali va abandonar la ciutat i fou proclamat Sayyid Mirghani al-Idrisi com a regent del menor Sayyid al-Hasan ibn Ali al-Idrisi. Amb tota aquesta agitació les ambicions del Iemen van augmentar, però la tribu dels Banu Hummad va obtenir una important victòria sobre els iemenites a al-Maydi (Medi). Per prevenir un contraatac iemenita els saudites van enviar tropes. El 21 d'octubre de 1926 Mirghani va signar un tractat de protecció sobre l'Asir conegut com a tractat de la Meca (amb les fronteres establertes pel tractat de 29 d'octubre de 1920, obrint la qüestió d'al-Hudayda). El 20 de novembre de 1930 la dinastia fou deposada i el país annexionat a la província saudita de l'Hedjaz.

### Govern saudita
El 1933 els iemenites van fomentar una revolta de les tribus favorables als idríssides el que va portar a l'ocupació saudita i tota la costa fins a Bayt al-Fakih (al sud d'al-Luhayya) incloent al-Hudayda. Finalment el tractat de pau de Taif de 20 de maig de 1934 va suposar que el 20 de novembre de 1934 es va retornar al-Hudayda i al-Luhayya al Iemen que va haver de reconèixer la possessió de la Regió d'Asir i la Tihama als saudites.
En endavant al-Luhayya ha estat possessió del Iemen sense que s'hi hagin produït esdeveniments importants.